# Neottiura bimaculata pellucida
Neottiura bimaculata là một phân loài nhện trong họ Theridiidae.
Loài này thuộc chi Neottiura. Neottiura bimaculata pellucida được Eugène Simon miêu tả năm 1873.

## Hình ảnh

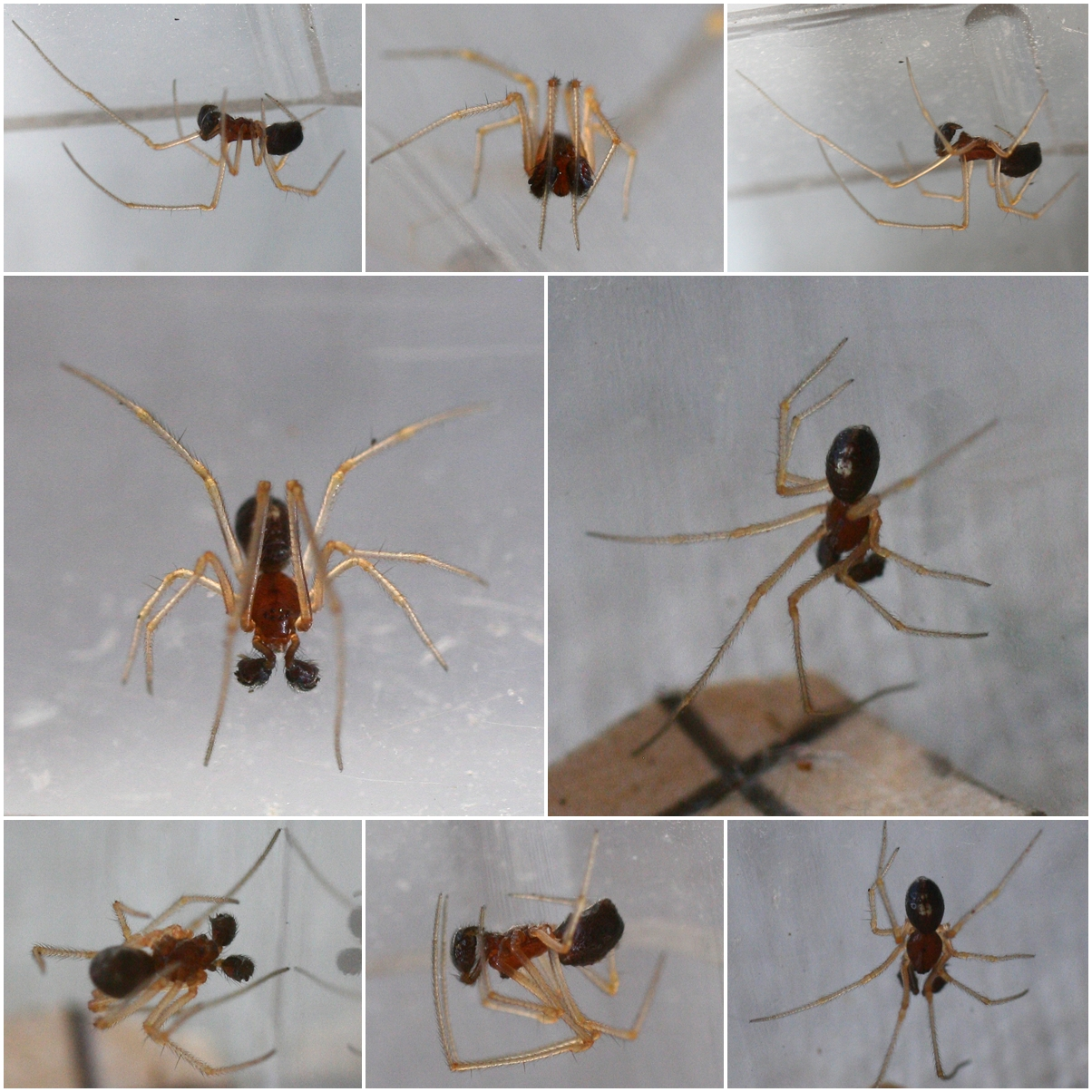
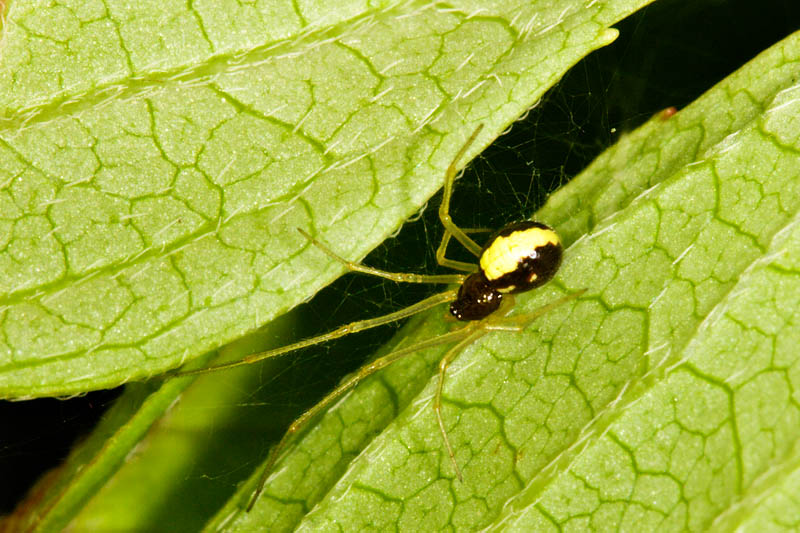